# ウィリアム・プリン

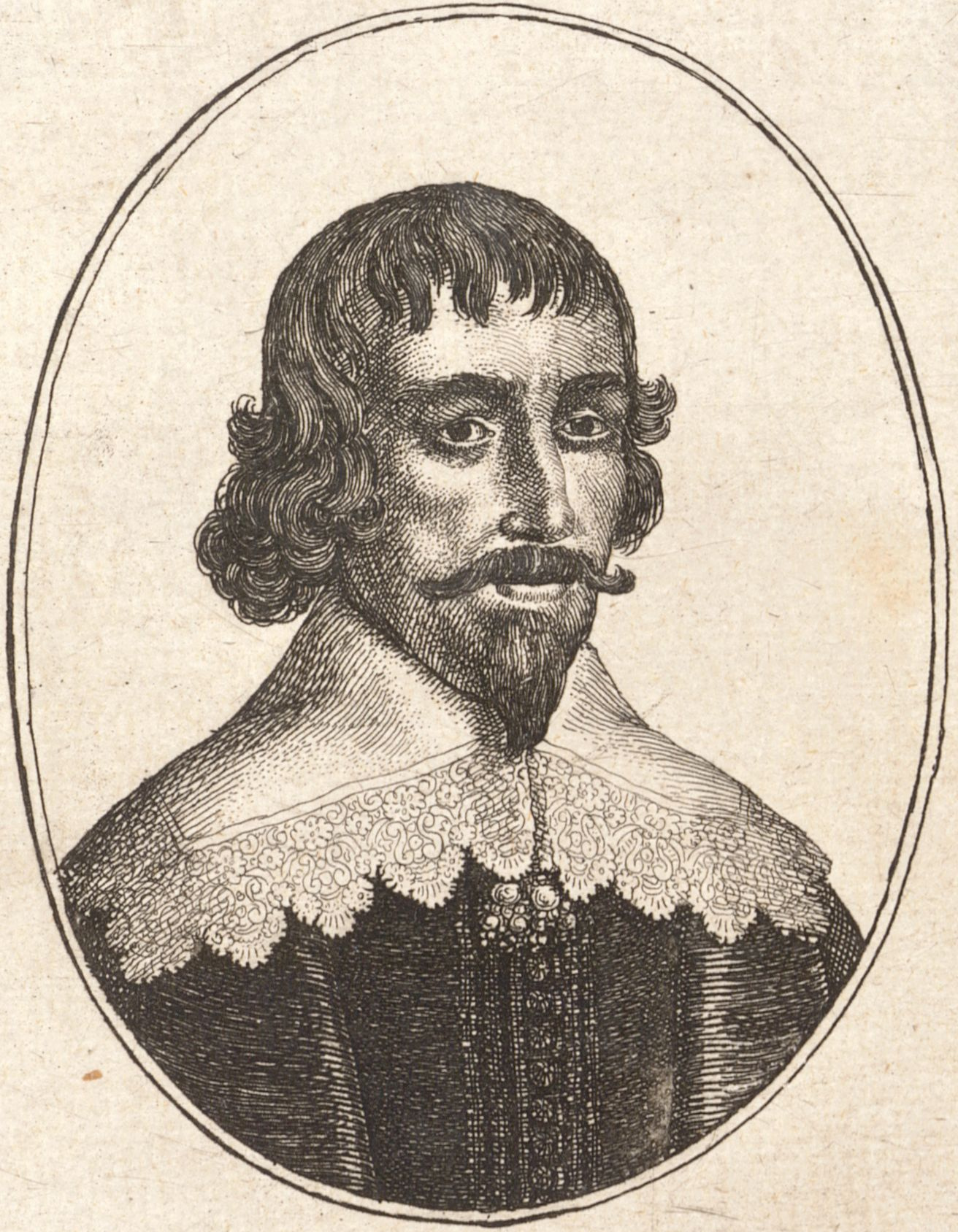
ウィリアム・プリン

ウィリアム・プリン（William Prynne, 1600年 - 1669年10月24日）は清教徒革命（イングランド内戦）期のイングランドのピューリタン弁護士、パンフレット作家、王党派政治家、ロンドン塔公文書館長。カンタベリー大主教ウィリアム・ロードの政策に反対した。
プリンは長老派教会に属していたが、1640年代には教会よりも国家主権の優位を主張するトマス・エラストスを信奉するエラストス主義者として知られるようになった。多作な作家であり、200以上の書物やパンフレットを発表し、民衆からの絶大な人気を博した。

## 生涯

### 初期
サマセットバース近郊のスウェンズウィックで産まれた。オックスフォード大学オリオル・カレッジ卒業後、リンカーン法曹院に入り、1628年にコモン・ロー法廷参加資格を取得した。リンカーン法曹院教授の神学者ジョン・プレストンの影響を受けて戦闘的なピューリタンとなった。
1627年、処女作The Perpetuity of a Regenerate Man's Estateでアルミニウス主義を攻撃した。また、カルヴァン主義に対して書かれたものを弾圧するよう議会に要求し、聖職者はドルト会議の決議に賛同すべきだと主張した。プリンは厳しい規律励行者で、飲酒は罪深いと主張し、男性が長髪であることはキリスト教徒にとっては見苦しく背徳であるとし、他方で女性が短髪にするのは女らしくなく、不自然で、恥知らずの、非キリスト教徒的であると主張した。

### 星室庁裁判から幽閉へ
多くのピューリタンのように儀式を退廃的として嫌い、プリンはクリスマスなどの宗教的祝祭や、宴会や演劇に強く反対した。著書Histriomastix（1632年）では、演劇は聖書や教父によって禁止されており、不法で、不道徳心を刺激するとしてヘンリエッタ・マリア王妃を含めて女優を告発した。1634年に演劇の観客は「悪魔、不敬の怪物、無神論的ユダの化身である。彼らはみずからの宗教に対しては喉を掻き切る殺人鬼」と述べた。1633年1月に王妃と貴婦人たちがウォルター・モンタグ廷臣作の仮面劇『羊飼いの楽園』に参加したところ、そのうちの女優の演じる役を示す一節が王妃への中傷、観客と司法長官への攻撃と解釈され、皇帝ネロのような圧制者について述べる部分はチャールズ1世への攻撃として受け止められたため、法律家ウィリアム・ノイによってプリンは星室庁に告訴された。ロンドン塔に幽閉後、プリンへの判決は罰金5000ポンド、リンカーン法曹院から追放され、学位も剥奪、さらし台の刑によって片耳を失った。
プリンが迫害者とみなしたウィリアム・ロード宛に判決が不当であると手紙を送ったが、ロードはこの手紙を新しい告発の材料として代理人に渡した。しかし、プリンは手書きの手紙の所有権を主張して返還させたあと、裂いて断片にした。ロンドン塔でプリンは匿名で監督制や王によるスポーツ法令（Declaration of Sports）を批判する論文を執筆し、出版した。ノイが死亡すると、これは警告であると述べた。ジョン・バストウィック（John Bastwick）のFlagellum Pontificisの附録や、A Breviate of the Bishops' intolerable Usurpationsでは高位聖職者を批判した。News from Ipswich（1636年）でのノリッジ司教マシュー・レンへの匿名の攻撃はプリンを再び星室庁送りにし、5000ポンドの罰金、残りの耳を失った。ジョン・フィンチ男爵裁判官の提案で、プリンは左右の頬に煽動的誹毀者（seditious libeller）を意味する「S.L.」の焼印が押された。
プリンはピューリタン神学者ヘンリー・バートン（Henry Burton）やジョン・バストウィックと一緒にさらし台に処された。出獄後、プリンは「S.L.」の焼印をstigmata laudis（賞賛の印）を意味するというラテン詩を書いた。収監されてからはペンと紙を使うことは許されず、読書は聖書と正統的神学だけが許された。1637年にはカーナーヴォン城へ、次にジャージーのモン・オルゲル（Mont Orgueil）城へ移された。フィリップ・カートレット卿はプリンを手厚く扱い、1645年にカートレット卿が告発された時にプリンは卿を擁護した。収監中は詩を書いて過ごした。

### イングランド内戦
1640年の長期議会によってプリンは釈放、庶民院では学位とリンカーン法曹院の復旧も認められた。第一次イングランド内戦（1642年 - 1646年）にはプリンは円頂党（議会派）を支持し、その後もパンフレットで司教への追求を続けた。1643年、議会軍将軍ナサニエル・ファインズがブリストルで降伏すると、プリンも巻き込まれた。同志クレメント・ウォーカーと共に庶民院へファインズを非難する記事を提出し、軍法会議への起訴を主張したが、不愉快に思った将軍から非難された。1644年2月以降、プリンは会計委員となった。
1645年のロード裁判では、プリンは議会派の弁護士となり、告発のための材料を収集し、証人を捜して訴追を助けた。またロンドン塔のロードの部屋を捜査し、ロードの日記を編集して出版したり、ロードの悪事を暴く文書を公表した。ロード処刑後、プリンは庶民院に告発されたが、ロードを哀悼した。

### 長老派としての独立派批判
激動の時代のなかでプリンはラディカルな立場にあったが、1644年以降は保守的になり長老派教会を擁護して独立派を攻撃し、オリバー・クロムウェルから好意をもたれた。また説教師ジョン・グッドウィンを攻撃し、旧友のヘンリー・バートンと行き違いになった。また、平等派のジョン・リルバーンに反論して、平等派への弾圧を議会に要求した。他方、プリンは長老派聖職者の制度確立要求に対しても敵対的であり、国家主権を教会に優先させることを維持した。プリンは国家法で定められた範囲以外の、聖職者の破門権やサクラメントを行う権利を否定したほか、サミュエル・ルーサーフォードに反論した。プリンは共和派のジョン・ミルトンとも離婚論に関して衝突した。ロバート・ベイリーはプリンをコバンザメと批判した。
プリンは権力への不信を持っておらず、抽象的な自由への愛着もなかった。パンフレットThe Sword of Christian Magistracyは、民間の知識人による全体的で冷酷な抑圧を嘆願したものであった。
1647年のニューモデル軍と議会の対立に際してプリンは軍を批判し、軍が弾劾した長老派の指導者を弁護した。同年にはオックスフォード大学臨検委員となり、翌1648年4月にペンブルック伯フィリップ・ハーバートがオックスフォード大学学長に就任すると、プリンはペンブルック伯に付随して強情な大学幹部を追放した。
11月、コーンウォールのニューポート議会（長期議会のための議会）でプリンは議員に選出された。議席を持つと即座に軍への反対を主張し、軍を反乱者として宣言するよう庶民院に請求し、ニューポート条約で得られたチャールズ1世の特権について追求した。
2日後にプライドのパージ（クーデター）が発生すると、プリンはパージを主導したトマス・プライド大佐とハードレス・ウォーラーに逮捕され、ストランドの白鳥宮に幽閉された。プリンはトーマス・フェアファクス卿に抗議の手紙を送ったり、印刷された宣言によって抗議した。プリンはチャールズ1世への告発を提案した。

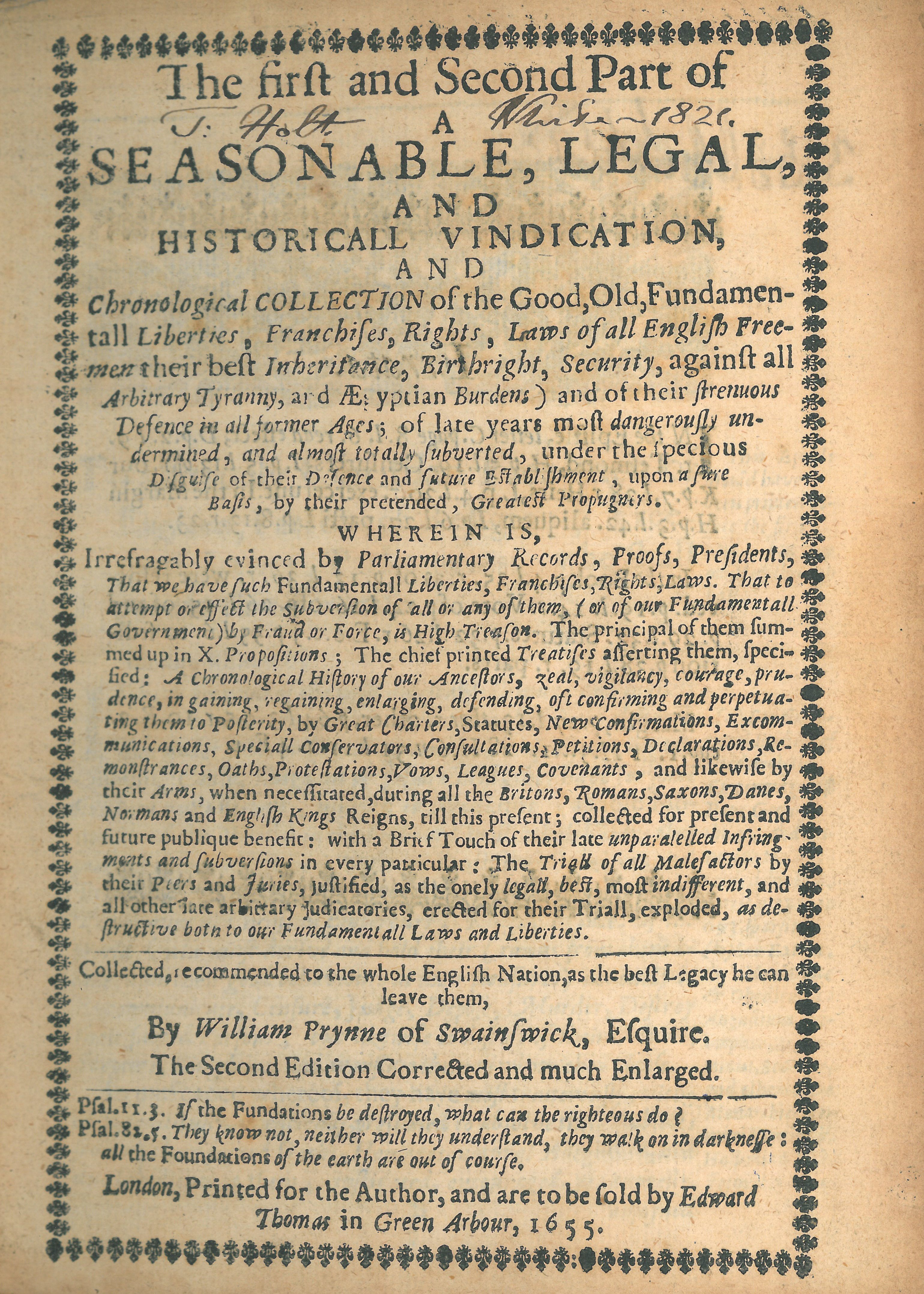
プリン The First and Second Part of a Seasonable, Legal, and Historicall Vindication, and Chronological Collection of the Good, Old, Fundamentall Liberties, Franchises, Rights, Laws of All English Freemen [...] (2nd ed., 1655),

### 新政府への批判
1649年1月に釈放されるとプリンはスウェインズウィックに隠居し、新政府（イングランド共和国）への批判を開始した。プリンはコモンウェルスへの忠誠を批判して、良心、法律、思慮分別のいずれにおいても、課税された税金を支払う義務はないと主張した。政府はプリンをダンスター城、トートン城、ペンデニス城などに3年間投獄したが、プリンは政府に対して今後何もしないということを条件に1000ポンドの保証金によって1653年2月に釈放された。
釈放後、再びパンフレット作成活動を開始したプリンは、カトリック教徒による陰謀、クエーカー教徒の危険、トライヤー（triers）に対する後援者の権利、安息日の限界などについて論じた。

### ユダヤ人召喚計画への反対
アムステルダムのラビ、メナセ・ベン・イスラエルは、イギリスを追放されたユダヤ人の再入国を1652年に請願し、クロムウェルはマナセによる請願を認めた。プリンはユダヤ人がキリスト教に改宗する可能性は低いと見ていたため、政府によるユダヤ人の召喚計画に反対した。プリンは1655年にユダヤ人召喚案を批判する『ユダヤ人のイングランド移入に関する簡潔な異議申し立て(妨訴抗弁)』を書いて、一週間で完売した。このパンフレットは、1655年のホワイトホール会議の前に出版され、ユダヤ人召喚案への反対世論に強い影響を及ぼした。反ユダヤ的な世論のため、ユダヤ人召喚は実現しなかった。
クロムウェルはユダヤ人の受け入れに対して改宗を条件としていることをローマへ伝えた。クロムウェルが貴族院（第二院）を設置すると、プリンは1648年の論文を1658年に増補して出版したが、注目されなかった。
クロムウェルが1658年に没し、3男のリチャード・クロムウェルが護国卿を継いだが反発を買って1年で辞任すると、1659年5月7日にプリンはプライドのパージで閉め出されていたメンバーとともに貴族院に入るが、近衛兵に制された。しかし、9日には貴族院に入った。アーサー・ヘジルリッジとヘンリー・ベインはプリンを脅したが、院の席の権利があると主張した。貴族院は延会することでようやくプリンを追い払い、貴族院再集のときは強制的にプリンを締め出した。ジョン・ランバートによる妨害の後に議会は12月27日に再開され、プリンたちが入場しようとするとまた閉め出された。
1659年5月から1660年2月にかけてランプ議会から隔離された議員と軍についての論文を公表すると、プリンを嘲笑する者がいる一方で、マーシャモン・ネダム、ヘンリー・ストゥビー、ジョン・ロジャーズらは真剣に回答した
1660年2月21日、ジョージ・マンクは近衛兵に隔離された議員の入場を命じた。プリンはブロードソードを持ち、ウェストミンスター宮殿へ行進したが、ウィリアム・ウォラー卿がつまづいた。院はプリンに長期議会の解散法案を提出するよう求めた。審議でプリンはチャールズ2世の権利を主張し、軍事権を王の友人に持たせる民兵法案の通過を早めて、王政復古に向けた取り組みにも協力した。チャールズ2世宛の手紙からは、プリンが個人的に王に感謝していたことが示されている。

### 晩年

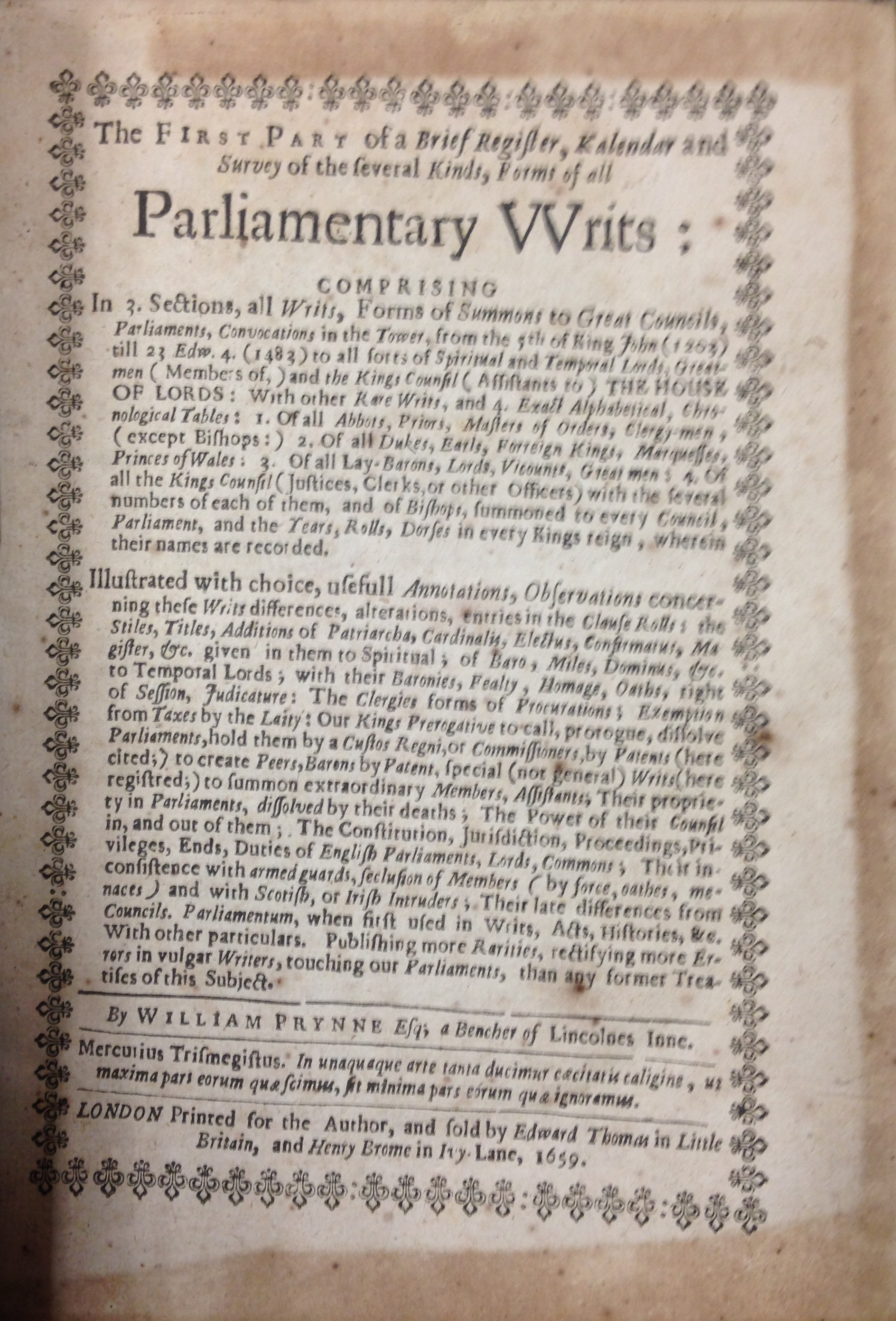
プリン Parliamentary VVrits (1st ed., 1659).

プリンは王政復古を支持し、政府から報奨金を受け取った。1660年春にはバース選挙区でコンベンション議会下院議員に選出された。 
プリンは王殺しには苦痛を感じ、1660年の補償法を立案し、チャールズ・フリートウッド以外の議員を動かすことに成功した。リチャード・クロムウェルの退位を促し、特別赦免を求めたフランシス・ソープを除外した。また、広範囲にわたる懲罰的で財政的な措置や、軍の解散を提案した。またプリンは長老派の指導者として聖公会39箇条に反対して長老叙階の妥当性を訴え、王立教会法案を支持した。
1661年5月、バースの騎士議会に再選された。祈祷書の修正案を提出したが、議会は反対した。7月15日の企業法案に反対するプリンのパンフレットはスキャンダラスで扇動的という評判になった。1667年1月のジョン・モルダル卿弾劾では主事の一員となり、大法官クラレンドン伯爵エドワード・ハイド弾劾ではクラレンドン伯を擁護する演説を行った。憲法上の手続きに関するプリンの意見は尊重され、1667年には再開予定日前の議会招集について国王から相談を受けた。晩年にはロンドン塔公文書館長となった。
1669年に没し、リンカーン法曹院地下墓所に埋葬された。